# Els Hostalets (Palma)
|  | Aquest article tracta sobre un barri de la ciutat de Palma. Vegeu-ne altres significats a «Els Hostalets». |

Els Hostalets (pronunciat ets Hostalets; antigament els Hostalets d'en Canyelles) és un barri de Palma situat entre els barris de Son Fortesa, Son Canals, la Plaça de Toros i Marquès de la Fontsanta; delimitat pels carrers Jacint Verdaguer, Aragó, Jaume Balmes i Joan Burgués Zafortesa. Ocupa una superfície de 16,5 ha i el 2018 tenia 2.581 habitants.

## Història
En aquest indret pròxim a la ciutat de Mallorca hi havia l'Hostal d'en Canyelles, lloc d'estatge dels pagesos que arribaven a la ciutat pel camí d'Inca. Els Canyelles eren propietaris de l'hostal com a mínim del segle xvii ençà (el 1685 pertanyia a Mateu Canyelles i tenia una superfície de 2 quarterades). Pere Canyelles afegí a l'hostal el porxo de Son Carbonell o l'Hostalet d'Inca. Més tard va pertànyer a Bartomeu Picornell. El seu fill Francesc Picornell es va casar amb Margalida Canyelles. A l'entorn d'aquest hostal (la casa que ocupava el solar fou esbucada l'any 2008 i el 2013 roman sense urbanitzar) es va bastir la barriada, com a resultat de l'establiment de les possessions de Son Fortesa, Son Sunyeret i l'Hort de Can Verderol. Formà part del primer Pla Parcial d'eixample de Palma (1877). Sols hi permetien d'edificar edificis d'una sola planta i a la primera meitat del segle XX tots els terrenys foren parcel·lats.

## El moviment associatiu
El moviment associatiu hi començà a tenir incidència des de mitjan segle xix. El 1879 s'hi creà la societat recreativa i de socors mutus la Unió Camperola. A la darrera meitat del XIX s'hi ubicà una societat lligada al partit Unió Republicana. La composició obrera de la major part de les famílies que s'hi establiren afavorí l'aparició del sindicalisme: la Primavera (1903), la Igualtat (1911) i el Treball (1922). En temps de la Segona República s'hi constituí un grup comunista vinculat al Partit Comunista d'Espanya. A les eleccions municipals de 1936 hi va guanyar el Bloc Popular Antifeixista. Durant la Guerra Civil hi va haver diversos assassinats, el més conegut dels quals fou el de Jaume Bauçà i Far, sabater i regidor socialista a l'Ajuntament. En l'actualitat hi existeix una associació de veïnats (1984).
El barri fou tradicionalment favorable a l'Atlètic Balears, un equip tradicionalment obrer i d'esquerres.

## L'església
El 1882 s'hi edificà un oratori dedicat a l'Assumpció de la Verge, enderrocat el 1940. El 1905 fou erigit en vicaria in capite sufragània de la parròquia de Sant Miquel. Amb l'expansió urbanística del segle XX s'hi va bastir un nou temple (1913-24), projectat per Guillem Bennàssar. El 1926 s'erigí en parròquia sota l'advocació del Sagrat Cor de Jesús. El 1902 s'hi establiren les monges agustines.

## Ensenyament i cultura
Les agustines hi fundaren un col·legi de nines l'any 1918 que ha tengut un important creixement. L'ensenyament públic comptà a principis de segle XX amb una escola de nines i un parvulari (1934). El 1942 s'hi creà el Col·legi Públic Santa Isabel.

## Oci i serveis
Entre el final dels anys vint i el principi dels trenta s'hi ubicà el cinema Doré (més endavant Dorado), que tancà a finals dels anys vuitanta. Les necessitats sanitàries són ateses pel centre d'atenció primària d'Arquitecte Bennàssar (1991). L'equipament esportiu està constituït per una pista poliesportiva (1969).